# 弗朗西丝·阿诺德
弗朗西絲·汉密尔顿·阿诺德（英語：Frances Hamilton Arnold，1956年7月25日—），美国化學工程師，專精領域為化學工程、生物工程學、生物化學。阿諾德於2018年獲得诺贝尔化学奖，是該獎第五位女性得主。
阿諾德獲得此項榮譽的理由是，她是將定向演化應用於酵素製作的研究先驅。由於酶是化學反應的重要催化劑，她的研究促成了該技術廣泛運用於生產生物燃料、製藥等化工、生物工程領域。
自2021年1月起，她擔任喬·拜登總統的科技顧問委員會 (PCAST) 的外部聯席主席。

## 早年生活和教育
阿诺德出生於美國賓州Edgewood，母親為Josephine Inman（娘家姓Routheau），父親William Howard Arnold是核物理學家。阿诺德在匹兹堡的市郊長大，1974年從高中Taylor Allderdice High School畢業；期間曾搭陌生人的順風車到華盛頓特區抗議越南戰爭，並透過當酒吧女侍應及計程車司機維生。
促使阿諾德在十幾歲時搬出童年家庭的同樣獨立性也導致大量曠課和低成績。 儘管如此，她在標準化考試中取得了近乎完美的成績，並決心進入她父親的母校普林斯頓大學。 她申請了機械工程專業並被錄取。正如她在諾貝爾獎採訪中所說，阿諾德學習工程學的動機是“機械工程是當時進入普林斯頓大學的最簡單的選擇和最簡單的方法，并且我從未離開過”。
1979年，從普林斯顿大学畢業，主修机械工程學及航空太空工程學；1985年，從加利福尼亞大學柏克萊分校博士畢業，主修化学工程，期間在導師Harvey Blanch的實驗室內學習，研究亲和色谱法的技巧。其後，在加利福尼亞大學柏克萊分校及加利福尼亞理工學院做研究。在攻讀化學工程博士學位之前，阿諾德沒有化學背景。 在她攻讀博士學位的第一年，加州大學伯克利分校的研究生委員會要求她修讀本科化學課程。

## 事業
在獲得博士學位後，阿諾德在柏克萊完成了生物物理化學的博士後研究。 1986年，她作為訪問助理加入加州理工學院。 1986年晉升助理教授，1992年晉升副教授，1996年晉升教授。她於 2000 年被任命為化學工程、生物工程和生物化學的迪克和芭芭拉·迪金森教授，她目前的職位是 2017 年的化學工程、生物工程和生物化學的萊納斯鮑林教授。2013 年，她被任命為加州理工學院唐娜和本傑明·羅森生物工程中心主任。
1995 年至 2000 年，阿諾德在聖菲研究所的科學委員會任職。她是聯合生物能源研究所顧問委員會的成員。阿諾德是帕卡德科學與工程獎學金顧問小組的主席。她曾在阿卜杜拉國王科技大學 (KAUST) 的總統顧問委員會任職。她曾擔任伊麗莎白女王工程獎(Queen Elizabeth Prize for Engineering)的評委，並與美國國家科學院的科學與娛樂交流中心合作，幫助好萊塢編劇準確地描繪科學主題。
2000 年，阿諾德被選為美國國家工程院院士，以整合分子生物學、遺傳學和生物工程的基礎知識，造福生命科學和工業。
2019 年，她被任命為 Alphabet Inc. 董事會成員，使阿諾德成為谷歌母公司的第三位女性董事。
她是40多項美國專利的共同發明人。

## 研究
阿諾德率先使用定向演化來創造酶（生化分子 - 通常是催化或加速化學反應的蛋白質），具有改進的和/或新的功能。 定向演化策略涉及迭代輪次的隨機突變蛋白質基因和篩選具有改進功能的蛋白質，並且已經用於創建有用的生物系統，包括酶，代謝途徑，遺傳調節迴路和生物體。 在自然界中，通過自然選擇演化可以導致蛋白質（包括酶）非常適合進行生物學任務，但自然選擇只能作用於現有的序列變異（突變），並且通常在很長一段時間內發生。 阿諾德通過在蛋白質的基礎序列中引入突變來加速這一過程; 然後，她測試這些突變的影響。如果突變改善了蛋白質的功能，她可以繼續迭代過程以進一步優化它。 該策略具有廣泛的意義，因為它可用於設計用於各種應用的蛋白質。 例如，她使用定向進化來設計可用於生產可再生燃料的酶和對環境危害較小的藥物化合物。
2018年，阿諾德与美国科学家乔治·P·史密斯以及英国科学家格雷戈里·温特分享了酶学方面的研究，由此共同获得2018年诺贝尔化学奖。随后的有关论文于2019年5月发表在《科学》杂志上。但是这篇论文被指实验结果不可复现。2020年1月2日，阿諾德宣布撤回该篇论文并公开致歉。
根據谷歌學術搜索，截至 2021 年，阿諾德的H指数為 135。

## 私人生活
阿诺德住在加利福尼亞州的拉肯亚达─弗林楚奇。阿诺德曾和Jay Bailey結婚，兩人育有一子James，但最後離婚，Bailey更于2001年因癌症过世。阿诺德曾於2005年被診斷患上乳癌，但接受一年半的治療後已痊癒。
後阿诺德和加州理工学院天体物理学家Andrew E. Lange於1994年結婚，兩人育有二子William及Joseph，但最後離異；分開後，Lange在2010年自杀身亡，而儿子William則于2016年意外死亡。
她的愛好包括旅行、水肺潛水、滑雪、騎越野車和遠足。

## 榮譽和獎勵
阿諾德的成果得到了許多獎項的認可，包括2018年諾貝爾化學獎，2011年美国国家工程院（NAE）德雷珀獎（第一位獲得該獎項的女性）和2011年國家技術與創新獎。 她於2011年當選美國藝術與科學學院，並於2014年入選國家發明家名人堂。 她是第一位被選入美國三所國家科學院院士的女性 - 美国国家工程院（2000年），國家醫學院（以前稱為醫學研究所）（2004年）和美国国家科学院（2008年）。
- 皇家学会院士外籍院士（2020年）[25]
- 丹麥理工大學榮譽博士（2019年）[26]
- 諾貝爾化學獎 (2018年)
- 當選皇家工程院國際院士（2018年）[27]
- Raymond和Beverly Sackler融合研究獎（2017年）
- 女工程師協會（英语：Society of Women Engineers）2017年成就獎 [28]
- 達特茅斯學院榮譽理學博士（2017）[29]
- 芝加哥大學榮譽博士（2016年）[30]
- 千禧年科技獎 (2016年)[31]
- 國家技術與創新獎（英语：National Medal of Technology and Innovation）（2011年）[32]
- 查尔斯·斯塔克·德雷珀奖（2011年）[33]
- 美国文理科学院院士（2011年）[30]
- 美國科學促進會成员 (2010)[30]
- 美国微生物学会成员 (2009)[30]
- 美国化学学会Francis P. Garvan–John M. Olin Medal奖（2005年）[30]
- 美国医学与生物工程院院士（2001年）[30]
- 美国国家工程院院士（2000年）[30]

## 出现在大众媒体
她在电视剧《生活大爆炸》第12季第18集“獲獎者的積聚(The Laureate Accumulation)”中饰演她自己。  2021 年 9 月，在 PME UChicago 成立 10 周年之际，她开玩笑地声称这次亮相是她一生中最大的荣誉。 她还出现在 NOVA 剧集 Beyond the Elements: Life 的简短采访中。 2022 年 9 月 6 日，她在 BBC 的生命科学节目中接受了吉姆·艾尔-哈利利 (Jim Al-Khalili) 的采访。